# IV Premis de Cinematografia de la Generalitat de Catalunya
Els IV Premis de Cinematografia de la Generalitat de Catalunya foren convocats pel Departament de Cultura de la Generalitat de Catalunya el 1986. Aquests premis tenien la doble missió d'estimular la quantitat i abonar la normalització lingüística, a part dels ajuts institucionals que rebien totes les pel·lícules fetes per productores de cinema catalanes. Es van concedir un total de 9 premis, tots amb dotació econòmica.
La cerimònia d'entrega va tenir lloc el 5 de maig de 1986, i fou presidit pel conseller de cultura de la Generalitat Joaquim Ferrer, el president de la Corporació Catalana de Ràdio i Televisió Joan Granados i Duran, el director de TV3 Enric Canals i Cussó, el director general de Cinematografia de la Generalitat, Jordi Maluquer i Bonet i el subdirector de vídeo i cinema Josep Maria Forn. Fou presentat per Àngels Barceló i Juanjo Puigcorbé i retransmès per TV3. A més dels guardons en metàl·lic, es van concedir tres premis extraordinaris a Néstor Almendros, Ignasi F. Iquino i Victoria Abril.

## Guardons
| Categoria | Premiat                                                         | Premi          |
| --- | --------------------------------------------------------------- | -------------- |
| Premi al millor llargmetratge | Karnabal de Carles Mira i Franco                                | 5.000.000 ptes |
| Premi al millor curtmetratge | Boig film de Raül Contel i Ferreres                             | 1.000.000 pts  |
| Premi a la distribuïdora que més ha contribuït a la difusió del cinema en català                                                       | OPAL Films SA/NOU Films SA                                      | 1.000.000 pts  |
| Premi a la millor sala exhibidora de l'àrea metropolitana de Barcelona que més ha contribuït a la promoció del cinema en català        | Cine Moderno                                                    | 1.000.000 pts  |
| Premi a la millor sala exhibidora de fora de l'àrea metropolitana de Barcelonaque més ha contribuït a la promoció del cinema en català | Bogart Multicines de Vilafranca del Penedès                     | 1.000.000 pts  |
| Premi a la millor contribució personal o col·lectiva que incrementi el patrimoni cinematogràfic de Catalunya                           | Equip del programa Cinema 3, de Televisió de Catalunya          | 500.000 pts    |
| Premi al millor tècnic per la seva intervenció en pel·lícules catalanes                                                                | Teresa Alcocer i López, muntadora de Karnabal i Un parell d'ous | 500.000 pts    |
| Premi al millor actor o actriu per la seva intervenció en pel·lícules catalanes                                                        | Pep Anton Muñoz, per L'home ronyó                               | 500.000 pts    |
| Premi al cine-club que s'hagi destacat en la seva tasca de formació                                                                    | Cine Club Garbí de Malgrat de Mar                               | 250.000 pts    |